# Tarbert, Kintyre
Tarbert är en ort på halvön Kintyre i Storbritannien. Den ligger i kommunen Argyll and Bute i Skottland. Namnet Tarbert *1 (på skotsk gaeliska An Tairbeart, uttalat [ənˠ̪ t̪aɾʲab̊ərˠʃd̪̊]) betyder bära över och syftar på ett näs där det gick smidigare att bära över varor från en hamn till en annan istället för att segla runt (halvön Kintyre). Orten ligger runt East Loch Tarbert och sträcker sig till stor del över näset mot West Loch Tarbert. Tarbert har en liten fiskehamn och är en vacker turistort. Avtalet invånare var 1 338 år 2001. 
Terrängen runt Tarbert är huvudsakligen kuperad, men västerut mot West Loch Tarbert är den platt. Den högsta punkten i närheten är 169 meter över havet, 1,0 km sydost om Tarbert. Närmaste större samhälle är Lochgilphead, 19,5 km norr om Tarbert. 
Klimatet i området är tempererat. Årsmedeltemperaturen i trakten är 5 °C. Den varmaste månaden är juli, då medeltemperaturen är 10 °C, och den kallaste är februari, med 0 °C.
Tarbert var historiskt en del av det keltiska kungariket Dál Riata och skyddades av tre borgar – vid byn, vid mynningen av West Loch och på södra sidan av East Loch. Ungefär år 1098 lät Magnus Barfot, Norges kung, bära sitt långskepp över näset Tarbert för att markera sin besittning av de västra öarna (Western Isles).
*1 Tarbert eller Tarbert Loch Fine för att skilja orten från andra med samma namn. 

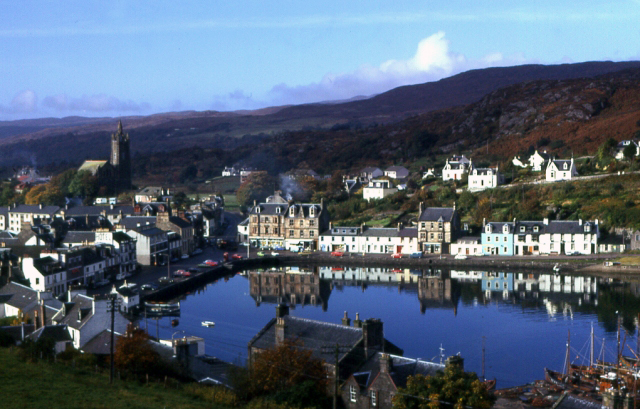
Tarbert